# 雲岫寺
雲岫寺（うんしゅうじ）は、中華人民共和国浙江省湖州市徳清県下渚湖街道雲岫山にある仏教寺院。

## 歴史
雲岫寺は南宋の淳熙8年（1181年）に建立された。元末の兵火で焼失している。至正5年（1345年）僧の文粋は寺院を重修した。明の嘉靖年間（1522年 – 1566年）、長年修理を怠ったので寺が破損した。万暦年間（1573年 - 1620年）、顧端屏が資金を募り全面重建し、寺院を再建。清の乾隆年間（1736年 - 1795年）、火災で焼失し、光緒13年（1887年）に再建される。
1955年に、政府は資金を投下し仏寺の再建を行いました。1982年に徳清県の省級保護単位となり、1989年に浙江省文物保護単位に指定された。

## 伽藍
山門、大雄宝殿、観音殿（蔵経楼）、華厳殿